# Pfeffenhausen

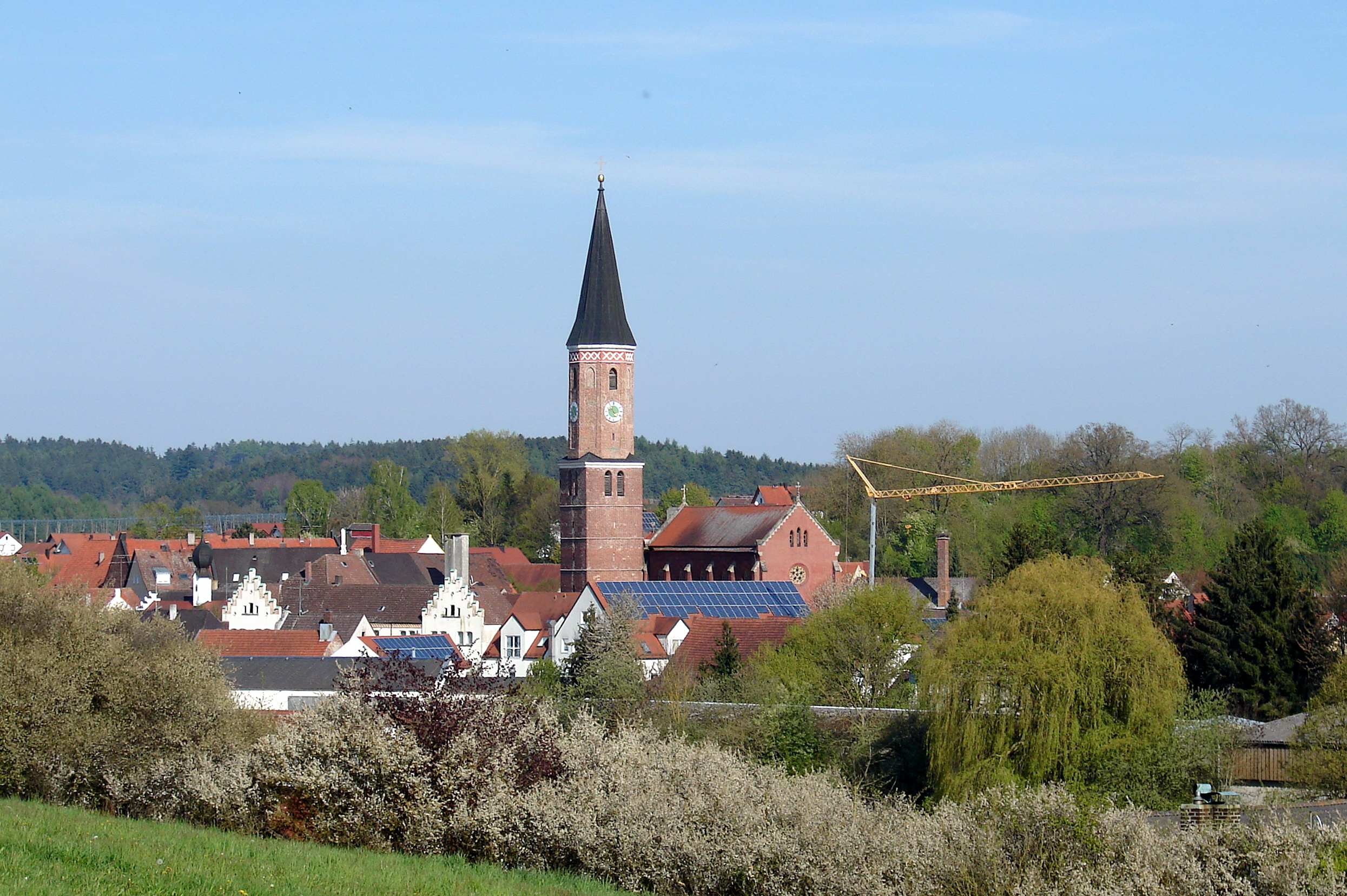
Ortsansicht von Pfeffenhausen

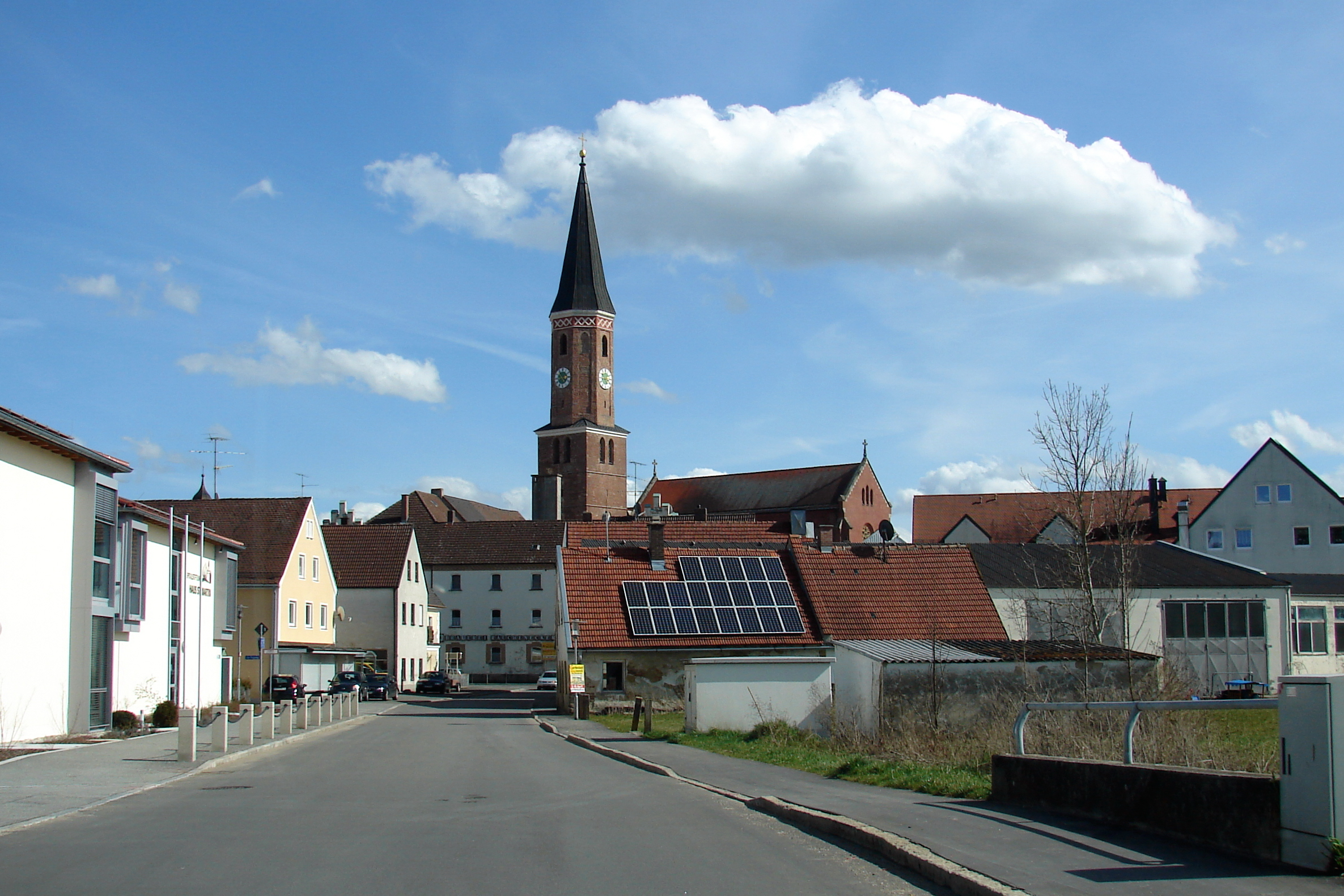
Ortskern mit Pfarrkirche St. Martin

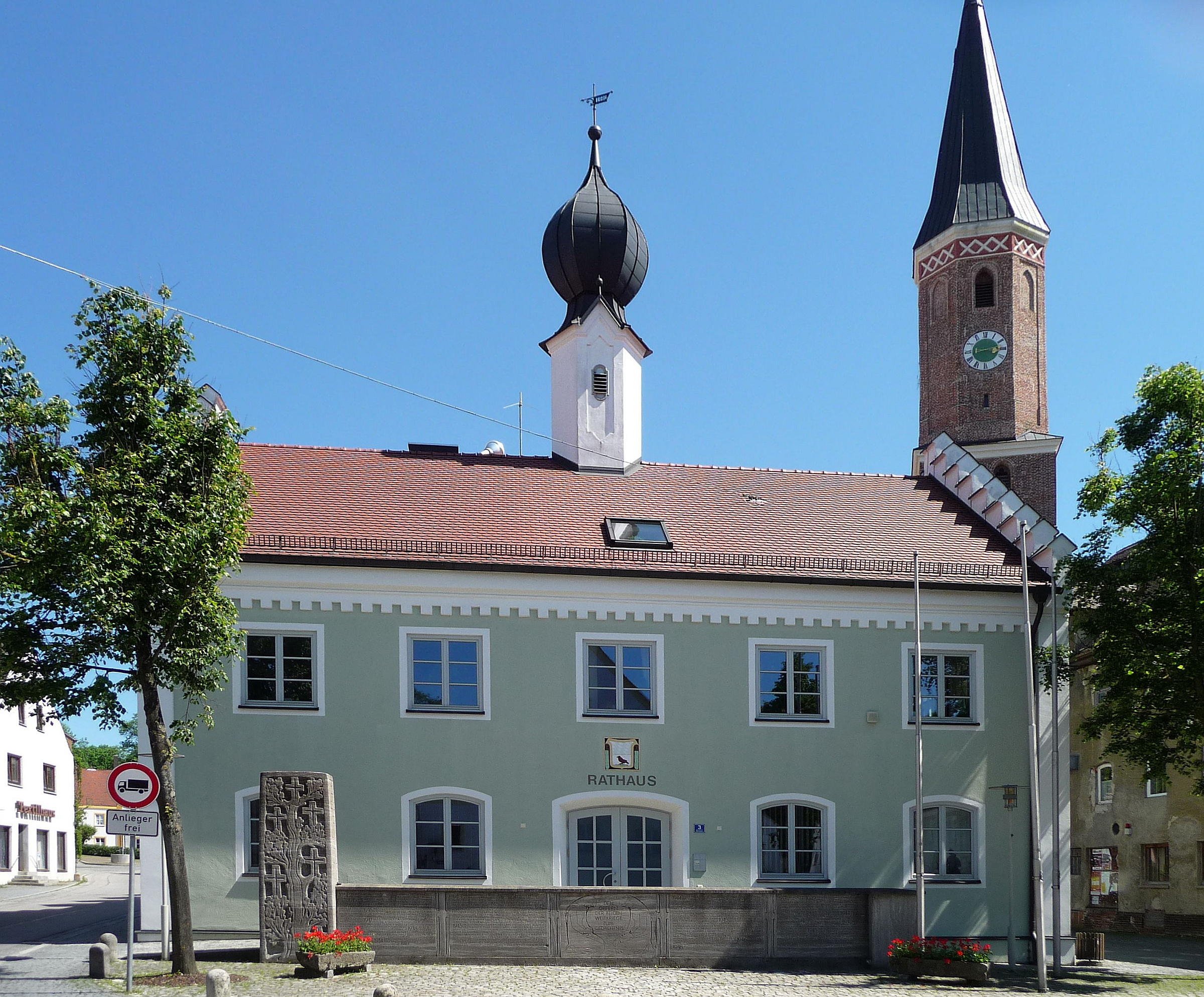
Das Rathaus

Pfeffenhausen ist ein Markt im niederbayerischen Landkreis Landshut und liegt etwa 25 Kilometer nordwestlich der Stadt Landshut.

## Geographie

### Geographische Lage
Pfeffenhausen liegt am Oberlauf der Großen Laber mit ihren Nebentälern im Hügelland der östlichen Hallertau. In der Nähe des Ortsteils Egg befindet sich das Quellgebiet der Kleinen Laber.

### Gemeindegliederung
Es gibt 58 Gemeindeteile:
- Anzelstetten
- Attenberg
- Backlreuth
- Baldershausen
- Berg
- Burghart
- Dirnberg
- Dürnwall
- Dürnwind
- Ebenhausen
- Eckhof
- Egg
- Eggersdorf
- Egglhausen
- Eichstätt
- Elfing
- Engelsdorf
- Englmühle
- Frauenhof
- Gasselsberg
- Haarland
- Hackendorf
- Hagenburg
- Hintlaber
- Hochreit
- Holzen
- Holzhausen
- Indorf
- Koppenwall
- Langenwies
- Leitendorf
- Limbach
- Ludmannsdorf
- Lutzmannsdorf
- Mantlach
- Mösberg
- Neßlthal
- Niederhornbach
- Obergrub
- Oberhornbach
- Oberlauterbach
- Oberspiegelreuth
- Osterwind
- Pfaffendorf
- Pfeffenhausen
- Prammersberg
- Priel
- Rainertshausen
- Sachsenhausen
- Seemühle
- Spitzau
- Steig
- Tabakried
- Thonhausen
- Unterspiegelreuth
- Weikersdorf
- Wolfau
- Zornhof

### Nachbargemeinden
Die Nachbargemeinden Pfeffenhausens sind Hohenthann, Obersüßbach, Rottenburg a.d. Laaber und Weihmichl im Landkreis Landshut sowie Attenhofen, Elsendorf, Volkenschwand und Wildenberg im Landkreis Kelheim.

### Klima
Die mittlere jährliche Niederschlagsmenge beträgt etwa 750 mm/Jahr. Es gibt etwa 130 Tage im Jahr mit Niederschlägen und etwa 240 Tage mit Sonnenschein im Jahr. Tage mit mindestens 25 °C gibt es ungefähr 25 im Jahr.

## Geschichte

### Bis zum 18. Jahrhundert
Pfeffenhausen wurde vermutlich im 9. Jahrhundert gegründet. Um das Jahr 857 waren die Grafen von Ebersberg in Pfeffenhausen begütert. Urkundlich erstmals erwähnt wird Pfeffenhusen in einer Stiftungsurkunde um 1040, in der die Grafen von Ebersberg den Sitz Pfeffenhausen dem Kloster Ebersberg vermachten. Der Name wird in einer Landesbeschreibung von 1723 unter Berufung auf das Ortswappen von „Pfaffenhausen“ hergeleitet (phaffe = Geistlicher, Priester). Wolf-Armin von Reitzenstein vermutet aber in seinem Lexikon der bayerischen Ortsnamen, es komme eher der Personenname Beffo bzw. Peffo als Bestimmungswort in Betracht.
Das Kloster Ebersberg blieb Grundherr bis um 1600. Schon im Jahr 1000 lieferte der Ort Neuhausen bei Pfeffenhausen Hopfen an das Kloster Sankt Emmeram in Regensburg. Die Erhebung zum Markt erfolgte wahrscheinlich bereits im 13. oder spätestens im 14. Jahrhundert. Anlässlich des Beginns der Arbeiten an der Marktbefestigung erhielt Pfeffenhausen im Jahr 1401 sein Marktwappen. Eine Urkunde aus dem Jahr 1486 handelt von der Zinsfreiheit von Ziegeln für die Ringmauer des Marktes.
Vom 12. bis 16. Jahrhundert war Pfeffenhausen Stammsitz des Adelsgeschlechtes der Pfeffenhausener. So tritt in einer Urkunde aus dem Jahr 1133 ein Berchthold von Pfeffenhausen als Zeuge in Biburg und Parin auf. Bei einer Hofübergabe des Ebran von Wildenberg im Jahre 1305 siegelte ein Ritter Siegfried von Pfeffenhausen. Der bedeutendste Angehörige war Konrad von Pfeffenhausen, der zeitweilig Kanzler Herzog Ludwigs des Strengen war und am 3. September 1297 zum Bischof von Eichstätt gewählt wurde. Er starb 1305.
1488 war ein Pfeffenhausener Ritter Oberrichter in Straubing. Die Edlen von Pfeffenhausen hatten im Kloster Biburg eine eigene Kapelle und eine eigene Grabstätte. Das Adelsgeschlecht der Pfeffenhausener erlosch im 16. Jahrhundert.
Vom Kloster Ebersberg als Grundherr ging Pfeffenhausen auf das Jesuitenkloster St. Michael in München über und 1782 an den Malteserritterorden. Mitte des 18. Jahrhunderts wird erwähnt, dass Pfeffenhausen die schönste Gattung des Landhopfens habe. Das heutige Bild des Marktes geht auf den Wiederaufbau nach einer Brandkatastrophe im Jahre 1779 zurück.

### 19. bis 21. Jahrhundert
Im Jahr 1878 wurde die erste eigene Hopfensiegelordnung eingeführt, und ein Jahr später erhielt Pfeffenhausen das offizielle Hopfensiegelrecht. Anlässlich der Bundeshopfenschau 1951 in München wurde Pfeffenhausener Siegelhopfen mit dem Siegerpreis ausgezeichnet.
Pfeffenhausen feierte 2003 das 600-jährige Jubiläum der Verleihung des Marktwappens.

### Eingemeindungen
Im Zuge der Gebietsreform in Bayern wurde am 1. Juli 1972 die Gemeinde Holzhausen eingegliedert. Am 1. Mai 1978 kamen die Gemeinden Egg, Pfaffendorf (mit dem im Jahr 1945 oder 1946 eingemeindeten Ort Koppenwall), Niederhornbach und Oberlauterbach sowie große Teile der aufgelösten Gemeinde Rainertshausen hinzu.

### Einwohner
Gemäß Bayerischem Landesamt für Statistik  haben sich die Einwohnerzahlen jeweils zum 31. Dezember eines Jahres wie folgt entwickelt:
| Stand | Einwohner |
| ----- | --------- |
| 1960  | 4091      |
| 1970  | 4184      |
| 1980  | 4182      |
| 1990  | 4346      |
| 1995  | 4576      |
| 2000  | 4834      |
| 2005  | 4827      |

| Stand | Einwohner |
| ----- | --------- |
| 2006  | 4817      |
| 2007  | 4794      |
| 2008  | 4777      |
| 2009  | 4751      |
| 2010  | 4732      |
| 2011  | 4716      |
| 2012  | 4704      |

| Stand | Einwohner |
| ----- | --------- |
| 2013  | 4773      |
| 2014  | 4848      |
| 2015  | 4932      |
| 2016  | 4950      |
| 2017  | 5029      |
| 2018  | 5096      |
| 2019  | 5126      |

Seit 1972, dem Jahr der Gemeindereform, hat sich die Einwohnerzahl bis 2019 um 943 Personen erhöht. Das entspricht einem Wachstum von 22,54 Prozent. In den letzten zehn (fünf) Jahren wuchs die Einwohnerzahl um 7,89 (5,73) Prozent.
| Alter         | Einwohner nach Alter |
| ------------- | -------------------- |
| jünger als 18 | 18,5 %               |
| 18 bis 29     | 13,3 %               |
| 30 bis 49     | 29,4 %               |
| 50 bis 64     | 21,9 %               |
| älter als 65  | 16,9 %               |

## Politik
Acht Monate nach Kriegsende fanden am 27. Januar 1946 die ersten Kommunalwahlen (Gemeinderatswahlen) in den kreisangehörigen Gemeinden Bayerns statt. In den Monaten April und Mai 1946 folgten dann noch die ersten Wahlen der Bürgermeister, Landräte sowie Kreistage. 2006 wurde das 60-jährige Jubiläum begangen.
Der Markt Pfeffenhausen ist Mitglied in folgenden Zweckverbänden:
- Regionaler Planungsverband Landshut
- Schulverband Pfeffenhausen
- Zweckverband zur Wasserversorgung Rottenburger Gruppe Pattendorf

Die Marktverwaltung erbringt 304 verschiedene behördliche Leistungen.

### Marktgemeinderat
Der Gemeinderat besteht aus 20 Personen und dem ersten Bürgermeister. Diese Größe besitzt das Gremium seit der Kommunalwahl 2020 wegen des Überschreitens der Einwohnergrenze von 5.000; zuvor waren in dem Gremium lediglich 16 Personen vertreten. Nach der Kommunalwahl 2020 (zum Vergleich: Kommunalwahl 2014) sind darunter 16 (13) Männer und vier (drei) Frauen.
Sie führte zu folgender Sitzverteilung:
- CSU: 9 (8) Sitze
- Freie Wähler: 7 (5) Sitze
- SPD: 2 (2) Sitze und
- Grüne: 2 (1) Sitz.

Bei der Gemeinderatswahl waren 4.101 (3.853) Bürger stimmberechtigt. 2.842 (2.432) davon haben als Wähler teilgenommen, was einer Wahlbeteiligung von 69,30 (63,12) Prozent entspricht.
Die Sitzverteilung im Marktgemeinderat entwickelte sich seit 2002 wie folgt:
|      | CSU | SPD | FW | Grüne | CSW/BUL* | Gesamt   |
| 2002 | 7   | 4   | 4  | n. a. | 1        | 16 Sitze |
| 2008 | 6   | 3   | 5  | n. a. | 2        | 16 Sitze |
| 2014 | 8   | 2   | 5  | 1     | n. a.    | 16 Sitze |
| 2020 | 9   | 2   | 7  | 2     | n. a.    | 20 Sitze |

*Christlich-Soziale Wählergemeinschaft/Bürger- und Umweltliste. 2002 angetreten als CSW (Christlich-Soziale Wählergemeinschaft).

### Bürgermeister
Erster Bürgermeister ist der ehemalige Landtagsabgeordnete Florian Hölzl (CSU). Bei den Kommunalwahlen 2020 erhielt er im ersten Wahlgang 62,19 Prozent der Stimmen und löste damit Karl Scharf (CSU) ab, der das Amt wiederum 2008 von Arno Wolf (SPD) übernommen hatte.
| Amtszeit  | Bürgermeister |
| --------- | ------------- |
| bis 2008  | Arno Wolf     |
| 2008–2020 | Karl Scharf   |

### Wappen
| Wappen von Pfeffenhausen | Blasonierung: „Geteilt; oben die bayerischen Rauten, unten in Silber auf grünem Dreiberg ein golden bewehrter roter Dompfaff.“ |
| Wappen von Pfeffenhausen | Wappenbegründung: Der Dompfaff (Pfeff) redet für den Ortsnamen Pfeffenhausen. Die Rauten verweisen auf die Ortsherrschaft der bayerischen Herzöge. Das Wappen ist im ältesten, seit 1412 in Abdrucken bekannten Siegel im Halbrundschild innerhalb eines Dreipasses überliefert. Siegel und Wappen zeigten ursprünglich nur den Kopf eines Dompfaffen. Die vollständige Wiedergabe des Vogels und die Hinzufügung eines Hügels ist seit dem Wening-Stich (1721) nachweisbar; im 19. Jahrhundert wurde aus dem Hügel ein Dreiberg. Das Wappen wurde dem Markt 1402 durch Herzog Heinrich den Reichen von Niederbayern-Landshut verliehen. Der Wappenbrief ist in Abschrift von 1607 überliefert, wegen des darin genannten Ausstellungsjahres 1402 ist er das früheste bekannte Wappenprivileg eines bayerischen Herzogs. |

### Partnerschaften
- Polen: Am 2. Juni 2001 wurde eine Gemeindepartnerschaft mit Jaworzyna Śląska geschlossen.

## Kultur und Sehenswürdigkeiten

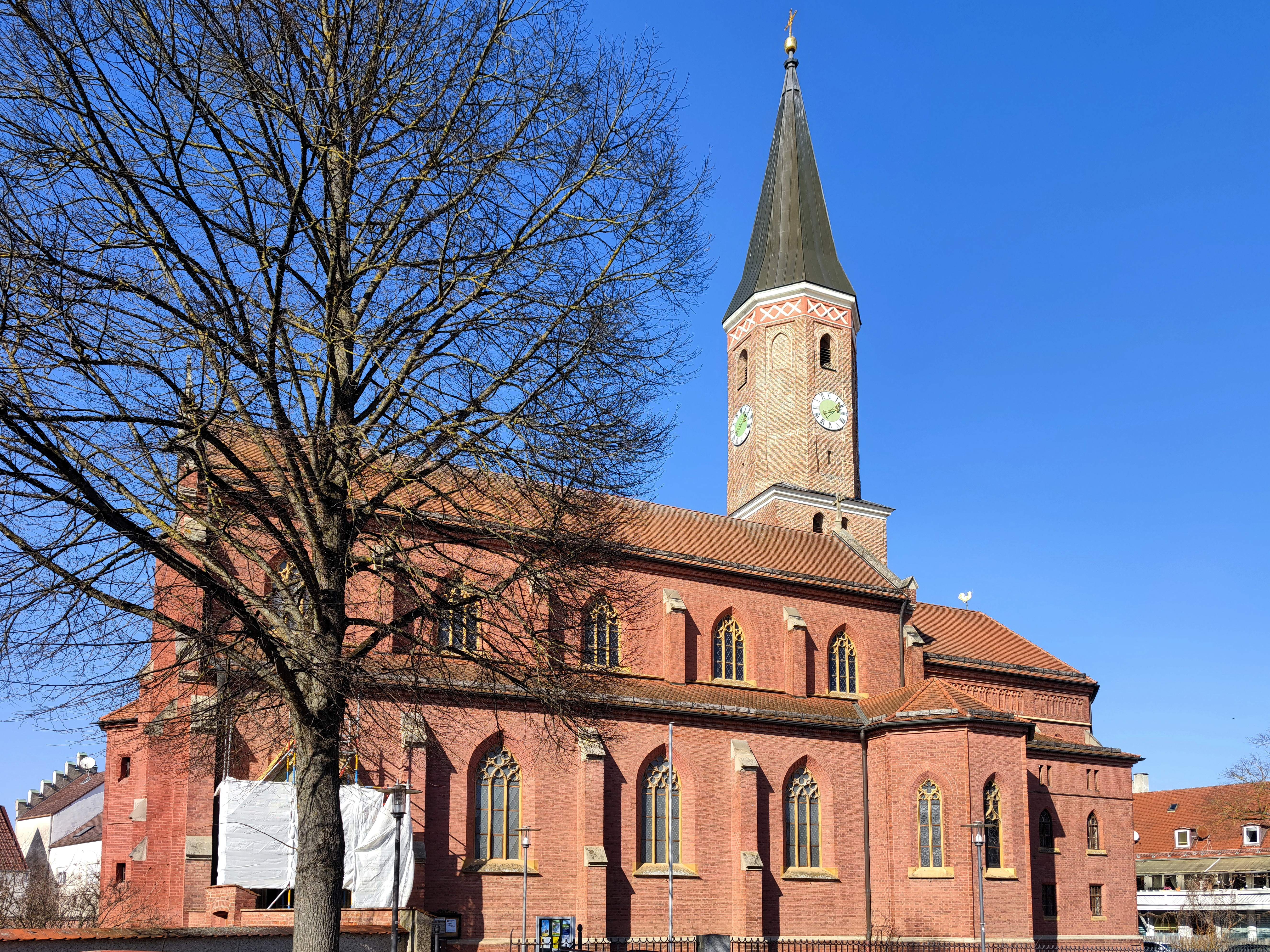
Die Pfarrkirche St. Martin

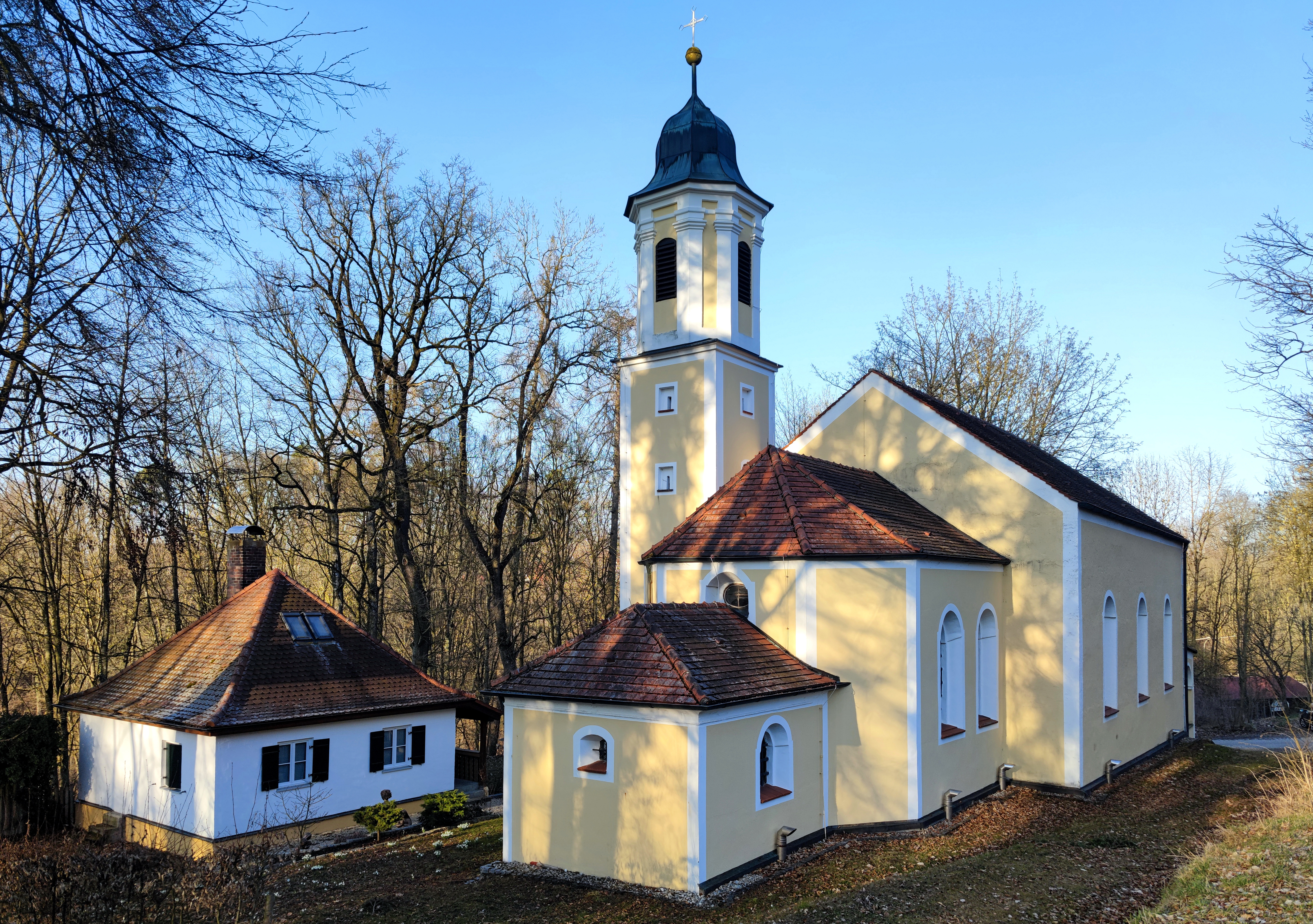
Die Klausenkirche

### Museen
Im Obergeschoss des Feuerwehrhauses gibt es ein Jagdmuseum, in dem Jagdtrophäen aus verschiedenen Ländern ausgestellt werden.
Diese Trophäen stammen von einem Privatmann aus dem Gemeindebereich, der über Jahrzehnte diese Exponate selbst schoss.

### Bauwerke
- Pfarrkirche St. Martin, dreischiffige Hallenkirche im neugotischen Stil, erbaut 1888. Turmunterbau aus dem 14. oder 15. Jahrhundert. Die Kirche wird wegen ihrer Größe auch als „Dom der Hallertau“ bezeichnet.
- Wallfahrtskirche Zu Unserer lieben Frau („Klausenkirche“), in der heutigen Form erbaut 1734. Seit 1710 Wallfahrt zum Klausenberg nachgewiesen.
- Rathaus am unteren Markt, erbaut 1867/68
- 133 Meter hoher Fernmeldeturm der Telekom aus Stahlbeton westlich des Ortsteils Dirnberg

## Wirtschaft und Infrastruktur
In Folge einer entsprechenden Bewertung der Wirtschaftskraft des Marktes Pfeffenhausen sind die Schlüsselzuweisungen mit 969.232 Euro für das Jahr 2019 um 22,9 Prozent auf 1.191.420 Euro im Jahr 2020 angestiegen.
| Zuweisungen an      | Jahr    | Jahr      | Jahr      | Jahr    | Jahr    | Jahr      |
| Zuweisungen an      | 2015    | 2016      | 2017      | 2018    | 2019    | 2020      |
| ------------------- | ------- | --------- | --------- | ------- | ------- | --------- |
| Markt Pfeffenhausen | 899.852 | 1.072.608 | 1.099.040 | 989.872 | 969.232 | 1.191.420 |

### Breitbandausbau
Im Rahmen der Richtlinie zur Förderung des Aufbaus von Hochgeschwindigkeitsnetzen im Freistaat Bayern vom 10. Juli 2014 steht den Gemeinden ein Förderbetrag von mindestens 500.000 Euro und maximal 950.000 Euro zur Verfügung; für Pfeffenhausen beträgt dieser bis zu 930.000 Euro.

### Bauen und Wohnen
| Gemeindeteil   | Wohnbauflächen ausgewiesene Baugebiete | unbeplanter Innenbereich | ausgewiesene gewerbliche Bauflächen | Ackerland |
| -------------- | -------------------------------------- | ------------------------ | ----------------------------------- | --------- |
| Pfeffenhausen  | 95 €                                   | 95 €                     | 40 €                                | 6 €       |
| Niederhornbach | 65 €                                   | 65 €                     |                                     | 6 €       |
| Rainertshausen | 55 €                                   | 55 €                     |                                     | 6 €       |
| Egglhausen     | 60 €                                   | 60 €                     |                                     | 6 €       |
| Holzhausen     | 60 €                                   | 60 €                     | 30 €                                | 6 €       |
| Oberhornbach   |                                        | 50 €                     |                                     | 6 €       |
| Pfaffendorf    |                                        | 55 €                     |                                     | 6 €       |
| Oberlauterbach | 65 €                                   | 60 €                     | 30 €                                | 6 €       |
| Koppenwall     |                                        | 30 €                     |                                     | 6 €       |
| Ludmannsdorf   |                                        | 30 €                     |                                     | 6 €       |
| Thonhausen     |                                        | 35 €                     |                                     | 6 €       |
| Tabakried      |                                        | 40 €                     |                                     | 6 €       |

### Verkehr
Der Markt ist verkehrsgünstig über die B 299, wie auch über die A 92 und A 93 (Fahrzeit jeweils 15 Minuten) zu erreichen. Die B 299 führt mit ihrer Ortsumgehung westlich an Pfeffenhausen vorbei.
Pfeffenhausen liegt an der Bahnstrecke Landshut–Rottenburg bei km 20,2. Die Strecke ist stillgelegt und inzwischen ab Unterneuhausen (Gemeinde Weihmichl) bis Rottenburg, also auch im Gemeindebereich von Pfeffenhausen, abgebaut. Von Landshut bis Unterneuhausen findet ein Museumsbahnverkehr statt. Das Bahnhofsgebäude ist noch bewohnt. Der ÖPNV wurde von der Buslinie 6234 (Rottenburg–Landshut) übernommen.
Die Hallertauer Hopfentour, ein Radweg durch die Hallertau verläuft durch den Markt.

### Öffentliche Einrichtungen
In Pfeffenhausen gibt es eine Altstoffsammelstelle, einen Bauhof, eine Bücherei, ein Jagdmuseum und vier Kindergärten. Außerdem ist im Gebiet des Marktes auch noch eine Kläranlage, wie auch die Grund- und Mittelschule Pfeffenhausen und eine Sportanlage. In Pfeffenhausen befindet sich auch eine Freiwillige Feuerwehr, die im Jahr 1866 gegründet wurde. Im Jahr 2014 wurden ein Seniorenheim und eine Einrichtung für betreutes Wohnen eröffnet.

### Bildung
Bildungsstätten sind die Grund- und Mittelschule Pfeffenhausen (Schulleitung Gabriele Lechner), vier Kindertagesstätten sowie die Pfarr- und Gemeindebücherei. 
An der Grundschule in Pfeffenhausen gibt es eine offene Ganztagsschule (oGTS).

### Sport
Pfeffenhausen hat ein umfangreiches Sportangebot, mit Fußball, Tennis, Billard, Eisstockschießen, Turnen und weiteren Unterordnungen.
Als besonders erfolgreich gilt der Billardclub 73 Pfeffenhausen, dessen erste Mannschaft in der Saison 2010/2011 in der Regionalliga Süd-Ost (Kombi), der dritthöchsten Spielklasse im deutschen Poolbillard, vertreten ist. Außerdem ist der „BC 73“ in der Jugendarbeit aktiv und stellt derzeit eine deutsche Vizejugendmeisterin im 8-Ball, was den größten Erfolg in der Vereinsgeschichte bedeutete. Des Weiteren konnten durch die Jugendspielerinnen auf der deutschen Meisterschaft zwei weitere Bronzemedaillen nach Pfeffenhausen geholt werden.

### Nationales Wasserstoffzentrum
Am 2. September 2021 wurde bekanntgegeben, dass Pfeffenhausen, neben Chemnitz, Duisburg und einem norddeutschen Konsortium, den Zuschlag für ein nationales Wasserstoffzentrum erhalten hat. Damit ist eine Förderung von 100 Mio. € vom Bund und weiteren 30 Mio. € vom Freistaat Bayern verbunden. 2025 soll das Wasserstoffzentrum in Betrieb gehen.

## Persönlichkeiten
- Konrad Fahmüller (1930–2012), Heimatpfleger
- Peter Wagensonner (* 1956), Bildhauer
- Florian Hölzl (* 1985), Politiker (CSU)

## Vereine (Auswahl)
Eine Liste der Vereine findet sich auf der Homepage des Ortes.
- Turnverein Pfeffenhausen
- Narrhalla e.V Pfeffenhausen
- Trachtenverein Pfeffenhausen
- Maurer und Zimmerer Pfeffenhausen
- Altschützengesellschaft Pfeffenhausen
- Sozialverband VdK Ortsverband Pfeffenhausen
- TC Schwarz/Weiß Pfeffenhausen
- Verein für Heimatgeschichte Pfeffenhausen u. Umgebung e. V.[28]
- VdK-Ortsverband Pfeffenhausen
- Stockschützenclub Pfeffenhausen
- Pfadfinderbund Weltenbummler e. V. Stamm Feuerdrachen
- SSV Pfeffenhausen